# Troisvaux
Troisvaux è un comune francese di 298 abitanti situato nel dipartimento del Passo di Calais nella regione dell'Alta Francia.

## Storia

### Simboli
Lo stemma, creato nel 1994, riunisce elementi ripresi dai blasoni di due importanti famiglie che dominarono sul paese fino al 1789: i De Bryas, signori di Troisvaux (d'oro, alla fascia di rosso, accompagnata in capo da tre cormorani di nero, imbeccati e membrati di rosso), e i Raulin de Belval (d'argento, a tre rose di rosso, bottonate d'oro, punteggiate di verde).
I tre cormorani sono stati ordinati 2 e 1, come le rose, e cambiati da nero a rosso, colore delle rose. I rami e il cuore sono stati proposti dagli Archives départementales du Pas-de-Calais come simboli della famiglia Raulin, ma probabilmente si tratta di un errore nell'interpretazione della blasonatura dove le tre rose hanno la parte centrale d'oro (au coeur d'or, "bottonate d'oro") e con i petali framezzati dalle punte di foglioline verdi (feuillées de sinople, "fogliate di verde").

## Società

### Evoluzione demografica
Abitanti censiti